# DeRonde2020
DeRonde2020 – een koers vanuit hun kot was een online wielerwedstrijd die op 5 april 2020 werd gereden via het platform BKool, georganiseerd door Flanders Classics en live uitgezonden op Sporza. In het voorjaar van 2020 werden alle wielerwedstrijden in Europa afgelast of uitgesteld vanwege de coronapandemie en op de dag dat de Ronde van Vlaanderen 2020 gereden had moeten worden, werd een deel van de koers – 32 in plaats van 260 kilometer – door dertien profrenners gereden op de hometrainer thuis. De wedstrijd werd gewonnen door de Belg Greg Van Avermaet van CCC Team.

## Parcours
Het parcours besloeg de virtueel nagebootste laatste 32 kilometer van de Ronde van Vlaanderen met daarin de Oude Kruisberg, Oude Kwaremont en de Paterberg.

## Uitslag
| Plaats  | Naam              | Ploeg                 | Tijd    |
| ------- | ----------------- | --------------------- | ------- |
| Winnaar | Greg Van Avermaet | CCC Team              | 43'17"  |
| 2       | Oliver Naesen     | AG2R La Mondiale      | + 20"   |
| 3       | Nicolas Roche     | Team Sunweb           | + 21"   |
| 4       | Thomas De Gendt   | Lotto Soudal          | + 50"   |
| 5       | Jasper Stuyven    | Trek-Segafredo        | + 1'33" |
| 6       | Remco Evenepoel   | Deceuninck–Quick-Step | + 1'42" |
| 7       | Tim Wellens       | Lotto Soudal          | + 2'08" |
| 8       | Wout van Aert     | Team Jumbo-Visma      | + 2'21" |
| 9       | Mike Teunissen    | Team Jumbo-Visma      | + 2'38" |
| 10      | Zdeněk Štybar     | Deceuninck–Quick-Step | + 3'29" |
| 11      | Yves Lampaert     | Deceuninck–Quick-Step | z.t.    |
| 12      | Alberto Bettiol   | EF Pro Cycling        | + 3'39" |
| 13      | Michael Matthews  | Team Sunweb           | DNF     |